# Padeș
Padeș is een Roemeense gemeente in het district Gorj.
Padeș telt 5147 inwoners.